# Hora (dans)

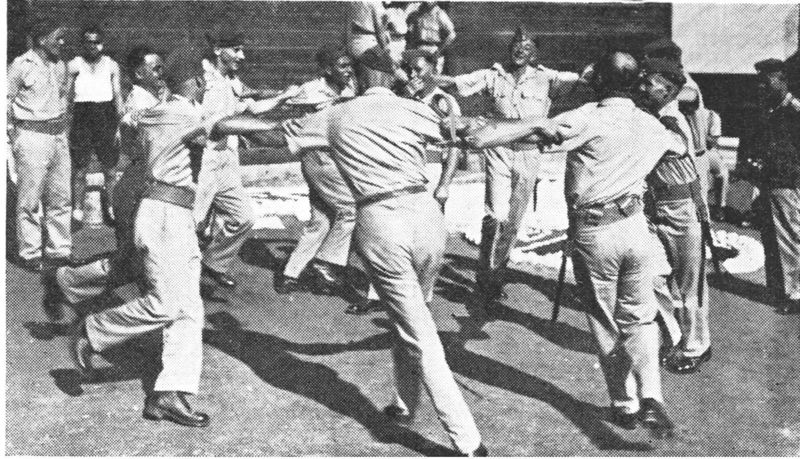
De hora in Israël.

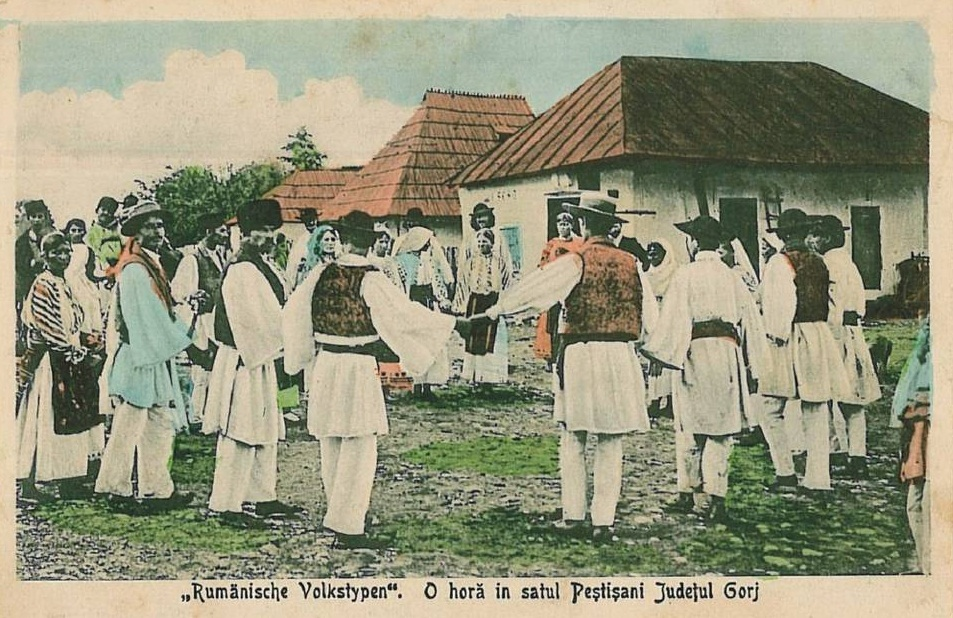
Hora in Roemenië rond 1890

De hora (Turks: Horon) is een traditionele volksdans uit Pontus, aan de Zwarte zee, in het noorden van Turkije. Daarnaast wordt de dans ook in Griekenland, Roemenië, de Kaukasus en de Balkan gedaan. Kenmerkend voor de dans is, dat deze in een grote cirkel gedanst wordt. De grote populariteit van de dans komt mede, doordat iedereen, jong of oud, man of vrouw, eraan kan deelnemen. De naam van de dans komt voort uit het Griekse chorea, ook een kringdans. Er wordt onderscheid gemaakt tussen de langzame hora femeilor  (3/4-maat) en de snelle hora de la vîrtoape (2/4-maat). Er zijn tientallen regionale varianten van de dans.
Ook in Israël is de dans zeer populair. Diverse volksdansgroepen hebben of hadden hora in hun naam, en als Israëlische dans wordt de hora in allerlei varianten ook wereldwijd gedanst. Dit wordt onder meer tijdens joodse bruiloften en bar mitswa's gedaan. In de begintijd van de staat werd de hora zeer veel gedanst, mogelijk vanwege de hand-in-hand, schouder-aan-schouder bewegingen die kameraadschap lijken uit te drukken, en het bruisende karakter van de dans. De varianten zijn de hora hadera (snel, 2/4-maat) en de hora medura (snel, 2/4-maat).
In klezmermuziek wordt met een hora doorgaans een langzame dans op een Roemeense melodie in 3/4 bedoeld waarbij de tweede tel nagenoeg geen nadruk krijgt (Mayn tayere Odessa, langzaam 3/4-maat).